# Confession d'un commissaire de police au procureur de la république
Pour plus de détails, voir Fiche technique et Distribution.
Confession d'un commissaire de police au procureur de la république (titre original : Confessione di un commissario di polizia al procuratore della repubblica) est un film italien réalisé par Damiano Damiani et sorti en 1971.

## Synopsis
L'action se déroule à Palerme, au début des années 1970, avec plusieurs flash back (retours en arrière) dans les années 1960, expliquant la prise de conscience du personnage principal. Celui-ci, le commissaire Bonavia essaie depuis une dizaine d'années de mettre hors d'état de nuire Ferdinando Lomunno, un promoteur immobilier criminel dont la liste de méfaits est déjà très longue. Deux hommes avaient jeté un enfant de 9 ans dans le vide, témoin d'un meurtre, alors qu'il gardait ses moutons. Personne n'a su ce qu’il c'était passé. Traini et le commissaire sont persuadés que ce sont des criminels qui ont tué cet enfant : il n'est pas tombé par accident. 
Grâce à son influence et ses liens avec les élus politiques, le malfrat s'en sort toujours face à la justice. Estimant qu'il ne sera jamais possible de mettre fin aux activités illégales de Lomunno, Bonavia commence par faire libérer un tueur psychopathe, Li Puma,  qui a un compte personnel à régler avec le bandit, certain que celui-ci sera abattu dès que le tueur sera sorti de l'asile psychiatrique où il est enfermé. Mais l'attentat échoue car Lomunno semble avoir été prévenu et Li Puma meurt dans la fusillade, après avoir néanmoins abattu trois de ses gardes du corps.
Entre alors en scène le substitut du procureur, Traini, un jeune magistrat qui vient d'être nommé à Palerme dont il n'est pas originaire. Dans une scène d'introduction on comprend qu'il est juif (il installe une Ménorah dans son salon) et que sa mère, une femme très connue, a été discrètement internée en psychiatrie en Suisse, à Lausanne.
Bonavia, voyant l'honnêteté, mais aussi la candeur de Traini, décide de lui exposer son projet. Il a vu comment Lomunno a fait assassiner un syndicaliste qu'il estimait, Giampaolo Rizzo, et comment il a réussi à se construire puissance et impunité en corrompant le Maire, le député, et les principaux hauts-fonctionnaires chargés de l'urbanisme. Écœuré, certain que la justice est impuissante, Bonavia a décidé de faire tuer Lomunno et annonce qu'il recommencera. Traini est révolté par ce comportement qu'il réprouve et ordonne à Bonavia de le laisser faire et d'utiliser la voie légale. Bonavia décide de donner sa chance à Traini, car il dispose d'un témoin, Serena Li Puma, sœur du tueur Li Puma, qui a vécu longtemps avec Lomunno : elle connait ainsi tous ses secrets. Lomunno ayant tenté de faire assassiner celle-ci, Bonavia la cache dans un endroit connu de lui seul. En même temps, apprenant qu'il a été mis sur écoute, il parvient à faire mettre sur écoute Traini lui-même, par son adjoint Michele Gammino, afin de devancer ses actions et mettre Serena à l'abri, car il n'a pas confiance ni dans la police ni dans les carabiniers.
Malheureusement, Traini se rend compte que Bonavia l'a fait espionner et, furieux, il ordonne son arrestation. Bonavia rejoint alors Lomunno et l'abat de sa main. Des amis de Lomunno retrouvent Serena et la tuent, puis font disparaitre son corps.
Emprisonné, Bonavia explique à Traini qu'il sera sans doute assassiné en prison. Il apprend par Traini la mort de Serena et que lorsqu'elle l'a appelé pour lui révéler où elle était, celui-ci se trouvait avec son supérieur, le Procureur Général Malta. 
Anéanti par cette nouvelle, Traini se précipite au palais de justice pour voir Malta, alors que Bonavia est poignardé à mort par un détenu.
Malta comprend que Traini sait tout, mais affecte de ne pas comprendre, tandis que Traini se rend compte de l'ampleur de la corruption et surtout de sa propre impuissance mais fixe Malta droit dans les yeux, ce qui laisse supposer qu'il ne s'arrêtera pas là.

## Commentaires
Le mot « Mafia » et son dérivé « mafioso » (mafieux) ne sont jamais prononcés dans le film.
De façon surprenante, cependant, ce film de série se révèle prophétique par rapport aux évènements qui vont avoir lieu en Sicile dans les années suivantes, marquées par l'assassinat du général Carlo Alberto dalla Chiesa, en 1982, et des juges Giovanni Falcone et Paolo Borsellino, en 1992, des procès géants successifs et, finalement, l'opération Mains propres (1992-1993) qui mettra fin à la Démocratie Chrétienne, parti de toutes les coalitions depuis 1945, et au régime politique italien basé sur le  bipartisme (Démocratie Chrétienne, alliée au Parti Socialiste, et Parti communiste).

## Fiche technique
- Titre original : Confessione di un commissario di polizia al procuratore della repubblica
- Titre anglophone : Confessions of a Police commissioner to the District attorney
- Réalisation : Damiano Damiani
- Scénario : Damiano Damiani et Salvatore Laurani d'après une histoire de Damiano Damiani et Fulvio Gicca Palli
- Directeur de la photographie : Claudio Ragona
- Montage : Antonio Siciliano
- Musique : Riz Ortolani
- Production : Mario Montanari et Bruno Turchetto
- Genre : Policier, drame
- Pays de production :  Italie
- Durée : 108 minutes
- Date de sortie :
  - Italie : 26 mars 1971
  - France : 26 janvier 1972
  - États-Unis : 16 août 1973 (New York)

## Distribution
- Franco Nero (VF : Michel Le Royer) : Traini
- Martin Balsam (VF : Albert de Médina) : le commissaire Bonavia
- Marilù Tolo (VF : Tania Torrens) : Serena Li Puma
- Claudio Gora (VF : Jacques Mauclair) : le procureur Malta
- Luciano Lorcas (VF : William Sabatier) : Ferdinando Lomunno
- Giancarlo Prete (VF : Maurice Sarfati) : Giampaolo Rizzo
- Arturo Dominici (VF : Claude Bertrand) : Maître Canistraro
- Michele Gammino (VF : Albert Augier) : Gammino
- Adolfo Lastretti : Michele Li Puma
- Nello Pazzafini (VF : Henry Djanik) : le prisonnier
- Calisto Calisti (VF : Raoul Curet) : un mafieux
- Giancarlo Badessi (VF : Philippe Dumat) : le député Licata (Grisì en VO)
- Adele Modica (VF : Béatrice Delfe) : Lina Paladino, la maîtresse de Bonavia
- Dante Cleri (VF : Serge Lhorca) : le portier
- Gualtiero Rispoli (VF : Claude Joseph) : un autre commissaire
- Bruno Boschetti (VF : Jacques Richard) : le policier au Central
- Roy Bosier (VF : Serge Lhorca) : Giuseppe Lasciatelli
- Franco Tranchina (VF : Pierre Marteville) : le medecin, directeur de l'asile psychiatrique
- Giuseppe Namio (VF : Jean-François Laley) : le directeur-adjoint de l'asile
- Luigi Ursi (VF : Jacques Thébault) : Palumbo
- Paolo Cavallina (VF : Jacques Thébault) : lui-même
- Calogero Azzaretto (VF : Jean Berton) : le policier qui sourit constamment
- Francesco D'Adda (VF : Sady Rebbot) : l'opérateur téléphonique au Central